# Kardos Ernő (labdarúgó, 1954)
Kardos Ernő (Kecskemét, 1954. július 30. – Pécs, 2000. november 21.) labdarúgó, csatár.

## Pályafutása

### Klubcsapatban
1968 előtt a Taszár csapatában kezdte a labdarúgást. 1968-ban a Kaposvári Vasas, 1969-től a Pécsi Dózsa játékosa volt. Az élvonalban a pécsi együttesben mutatkozott be 1971-ben. Tagja volt az 1978-ban magyar kupában második helyezett csapatnak, de a Népstadionbeli döntőn nem lépett pályára. 1971 és 1982 között 173 bajnoki mérkőzésen szerepelt és 27 gólt szerzett. 1982 és 1985 között idényenként csapatot váltott: a Komlói Bányász, a Bajai SK, végül a Szigetvár játékosa volt.

### A válogatottban
1978-ban egy alkalommal szerepelt a válogatottban.

## Sikerei, díjai
- Magyar bajnokság
  - 7.: 1973–74, 1979–80
- Magyar kupa (MNK)
  - döntős: 1978

## Statisztika

### Mérkőzése a válogatottban
| Magyarország | Magyarország         | Magyarország               | Magyarország | Magyarország | Magyarország | Magyarország | Magyarország | Magyarország |
| #            | Dátum                | Helyszín                   | Hazai        | Eredmény     | Vendég       | Kiírás       | Gólok        | Esemény      |
| ------------ | -------------------- | -------------------------- | ------------ | ------------ | ------------ | ------------ | ------------ | ------------ |
| 1.           | 1978. szeptember 20. | Helsinki, Olimpiai Stadion | Finnország   | 2 – 1        | Magyarország | Eb-selejtező | -            |              |
|              | Összesen             |                            |              | 1            | mérkőzés     |              | 0            | gól          |